# Phyllobrotica leechi
Phyllobrotica leechi är en skalbaggsart som beskrevs av Blake 1956. Phyllobrotica leechi ingår i släktet Phyllobrotica och familjen bladbaggar. Inga underarter finns listade i Catalogue of Life.